# نموذج العلاج النفسي والعمل الاجتماعي
يعتبر نموذج العلاج النفسي والعمل الاجتماعي نهجًا للعلاج النفسي يتميز بالتركيز على العقبات الشخصية والاجتماعية والسياسية السابقة والحالية للصحة العقلية. وبشكل خاص، يعد الهدف من هذا النهج العلاجي هو الإدراك أن الأعراض الفردية ليست فريدة من نوعها، بل مشتركة بين الأشخاص المضطهدين والمهمشين بالمثل. في النهاية، يهدف نموذج العلاج النفسي والعمل الاجتماعي إلى مساعدة العملاء في التغلب على الأمراض العقلية من خلال العلاج النفسي الشخصي، والتأقلم الجماعي، والعمل الاجتماعي الجماعي.

## خلفية
تعتبر سو هولاند، وهي اختصاصية معالجة نفسانية ذات خلفية في العمل الاجتماعي، أول من اقترح نموذج العلاج النفسي والعمل الاجتماعي. طورت هولاند هذا الإطار في عام 1980 بعد تجربتها في العمل مع النساء اللواتي يواجهن اضطرابات نفسية في أحد العقارات السكنية في غرب لندن، لاحظت هولاند في هذا العقار الصعوبات النفسية التي تواجهها النساء، ولاحظت أن صحتهن العقلية ارتبطت أساسًا بالعقبات الاجتماعية والاقتصادية التي واجهنها كنساء في مجتمعهن. بالإضافة إلى ذلك، اعترضت هولاند على الطريقة التي يعالج فيها الاكتئاب (المزاج) في الملجأ، معتقدةً أن العلاج الفردي، خاصةً باستخدام الأدوية النفسية، لم يعالج بنجاح جذر الخلل الوظيفي لهؤلاء النساء. وبدلًا من ذلك، طرحت هولاند مسارًا من العلاج الفردي إلى العمل الاجتماعي والسياسي الذي مكّن النساء من التعامل مع اختلالهن العقلي على الصعيدين الخاص والاجتماعي. وهكذا، يعتبر نموذج العلاج النفسي والعمل الاجتماعي متجذرًا في المثل العليا لكل من العلاج النفسي التقليدي والتمكين النسوي.
بدأ تطبيق النموذج بتجربة لمدة ثلاث سنوات، ووفقًا لهولاند (1992)، حقق أهدافه الأولية الثلاثة، بما فيها توفير العلاج النفسي الخاص المركّز، وتعزيز الصحة العقلية، وتعزيز استمرارية المجتمع. كان هناك دليل أولي يدعم فعالية النموذج في علاج الخلل النفسي الفردي.

## النموذج
يُشتق النموذج المربع من نظرية النماذج الأربعة الاجتماعية لتحليل النظرية الاجتماعية. خارج إطار النموذج، يتم تمثيل ثنائية النهج الفردي مقابل النهج الاجتماعي للرفاهية الشخصية. تحدد الخليتان السفليتان من المربع تغيير الأفراد للتوافق مع العرف الاجتماعي بينما تمثل الخليتان العلويتان في المربع تغيير الهياكل الاجتماعية مقابل الفرد.
تمثل الخلايا الأربع داخل الإطار النماذج الأربعة للنظرية الاجتماعية بما فيها النماذج الوظائفية، والتفسيرية، والإنسانية الراديكالية والنماذج البنيوية الراديكالية. تتجذر الوظائفية هنا في التنظيم والتفكير الموضوعي، وتمثل نهج الوضع الراهن الفردي للصحة العقلية. يتميز النموذج التفسيري بنهج لفهم العالم الاجتماعي من خلال التجربة الذاتية، ويمثل التربية النفسية في إطار العلاج النفسي. يُحدد النموذج الإنساني الراديكالي من خلال نهج محوري للتغيير مع التركيز على «تجاوز قيود الترتيبات الاجتماعية القائمة». (بوريل ومورغان، 1979، ص 32). أما بالنسبة لنهج العلاج، تتميز هذه المرحلة بتبني الذات الاجتماعية، بحيث يحدث الشفاء على مستوى المجموعة أو بشكل جماعي. يركز النموذج البنيوي الراديكالي على التغيير الجذري من خلال التحرر السياسي أو الاقتصادي. تعد هذه النقطة نهاية للعلاج، ويُمكّن العميل عند هذا الوقت لتحدي الهياكل الاجتماعية والسياسية التي تعزز الظروف التي تديم ظهور المرض النفسي الفردي داخل مجموعة مضطهدة.
صاغت هولاند من منشوراتها لعام 1992 التي كانت بعنوان «من الإساءة الاجتماعية إلى العمل الاجتماعي: مشروع العلاج النفسي والعمل الاجتماعي للنساء»، نهجها المكون من أربع خطوات للصحة العقلية والعمل الاجتماعي للنساء في علاج الاكتئاب على النحو التالي:

### I. تعاطي المريض الدواء
في هذه المرحلة، يوافق المرضى على توصيف الوضع الراهن لـ «المريض الفردي». وهكذا، يعالجون اضطرابهم بشكل سلبي باستخدام الأدوية العقلية ويقبلون التسمية المرتبطة بمرضهم.

### II. العلاج النفسي بين شخصين
تمثل هذه المرحلة البديل الأول لعلاج الوضع الراهن للاضطرابات النفسية: العلاج بالكلام. في هذه المرحلة، يتمكن للعملاء والمعالجين من استكشاف معنى علم النفس المرضي لديهم وتحديد الأسباب المحتملة من خلال العلاج الفردي.

### III. التحدث في مجموعات
في هذه المرحلة، يكون العميل قادرًا على تجاوز التحديات الشخصية المدركة والمعالجة في العلاج النفسي ويكتشف أن التحديات عالمية لدى الأفراد المهمشين بالمثل. معًا، يهدف العملاء إلى إدراك الأفضل للجماعة.

### IV. اتخاذ إجراءات
المرحلة الأخيرة، كما يوحي الاسم، هي النقطة التي يتحرك فيها المجتمع لتغيير الهياكل الاجتماعية التي تمكنهم من قمعهم المشترك. بعد التحول من فرد إلى جماعة، يجب أن يشعر العملاء بالقدرة على إجراء التغيير الاجتماعي.
يشمل هذا الإطار الافتراض بأن بعض العملاء العلاج سيجتازون المراحل الثلاث فقط في هذا. ووفقًا هولاند، «...سيرضى الكثيرون كافيةً عن التخفيف من الأعراض والحرية في متابعة حياتهم الشخصية التي يمنحها لهم العلاج الفردي.» (هولاند، 1992، ص 73). وهكذا، يعد هذا الإطار مرنًا حسب الميول الشخصية للعميل طوال العملية العلاجية.